# Neseutegaeus monteithi
Neseutegaeus monteithi är en kvalsterart som beskrevs av J. och P. Balogh 1983. Neseutegaeus monteithi ingår i släktet Neseutegaeus och familjen Eutegaeidae. Inga underarter finns listade i Catalogue of Life.